# Alvin și veverițele: Marea aventură
Alvin și veverițele: Marea aventură (titlu original: Alvin and the Chipmunks: The Road Chip) este un film american de animație din 2015 regizat de Walt Becker și scris de Randi Mayem Singer și Adam Sztykiel. Este al patrulea film din seria de filme Alvin și veverițele, în rolurile principale Jason Lee, Tony Hale, Kimberly Williams-Paisley și Josh Green; roluri de voce: Justin Long, Matthew Gray Gubler, Jesse McCartney, Kaley Cuoco, Anna Faris și Christina Applegate.
A fost lansat la 18 decembrie 2015 de 20th Century Fox. Kaley Cuoco a primit Zmeura de Aur pentru cea mai proastă actriță într-un rol secundar pentru rolurile din acest film și  din Nuntași de închiriat.